# 이마즈역 (효고현)
이마즈역(일본어: 今津駅, いまづえき)은 일본 효고현 니시노미야시에 있는 한신 전기철도와 한큐 전철의 역이다. 역 번호는 한큐가 HK-21, 한신이 HS 16이다. 한신 본선과 한큐 이마즈 선(통칭, 이마즈미나미 선)이 접속하고 이 중 이마즈 선은 당역을 시발역으로 한다.
니시노미야 시 이마즈니시 선을 횡단하는 한신 선 건널목의 폐지를 주목적으로 2001년에 완전 입체화되었다.

## 역사
이마즈 선의 니시노미야키타구치 역 ~ 이마즈 역 구간의 연장 개통에 따라 한신과 한큐의 접속역으로 양측 거의 동시에 개설된 역이다. 또한, 본 역의 개통 전에는 이웃 역의 구스가와 역 이마즈역을 자칭하고 있었다.
개통 이후 지상역이었지만, 헤이세이 시대에 들어 한큐와 한신 역이 동시에 고가화되었다.

### 연표
- 1926년
  - 12월 18일: 한신 급행 전철(후, 한큐 전철) 이마즈 선의 니시노미야키타구치 ~ 이마즈 역 구간 연장 개통에 의하여, 한큐 전철 이마즈 역 개업. 다만, 당초에는 이마즈미나미에 대한 연장을 예정하고 있어 약간 북쪽의 위치에 임시 역사를 설치하였다.
  - 12월 19일: 이마즈 선과의 접속역으로 한신 전기철도 본선에 한신 이마즈 역(2대) 개업과 동시에 초대 이마즈 역사는 구스가와 역으로 역명 변경.
- 1928년 4월 1일: 한큐 이마즈 역이 임시 역사로 이전.
- 1949년 12월 13일: 한큐 이마즈 선 폭주 사고 발생. 이마즈 선의 전차가 폭주하고 본 역부터 한신 본선 상행선에 침입하여 상행선을 약 700m 돌진하고 이웃역의 구스가와 역 승강장에 접촉하고 정지됨.
- 1993년 5월 23일: 한큐 이마즈 역사가 200m 북쪽의 가설 승강장(현, 고가역사의 1층 부분 두단식)으로 이전.
- 1995년
  - 1월 17일: 한신・아와지 대지진 발생으로 한신 본선의 한큐 전철 이마즈미나미 선도 함께 운휴.
  - 1월 23일: 한큐 전철 이마즈미나미 선 복구로 한큐 이마즈 역의 영업 재개.
  - 1월 26일: 고시엔 ~ 아오키 역 구간 운행 재개로 영업 재개되고 한신 이마즈 역의 영업 재개.
  - 12월 16일: 한큐 이마즈 역사의 고가역으로 전환.
- 1998년 5월 30일: 한신 이마즈 역사의 하행선만 고가역으로 전환.
- 2001년
  - 3월 3일: 한신 이마즈 역사의 고가역으로 완전 전환.
  - 3월 10일: 일부 시간대로 진행되던 한신의 쾌속 급행과 급행 정거의 시간대가 확대되고 쾌속 급행은 전 열차 정차, 급행은 평일 저녁 이후로 토요일과 주말의 종일 정지가 됨.
- 2009년
  - 3월 20일: 한신에서 다이아 개정이 실시됨. 쾌속 급행과 특급 정차 시간대가 수정되고 급행은 전 열차 정차가 되는 대신에 쾌속 급행은 주말에만 정차하게 됨.
  - 3월 23일: 개정 후 최초 평일 운행표로 운행되고 구간 특급 정차 개시.
- 2013년 12월 21일: 한큐 이마즈 역에 역 번호 도입.
- 2014년 4월 1일: 한신 이마즈 역에 역 번호 도입.

## 역 구조
한큐와 한신의 역은 보행자 데크로 연결되어 있다. 이 연결 통로에는 엘리베이터도 2곳이 설치되어 배리어 프리화가 되어 있다.

### 한신 전기철도
상대식 승강장 2면 2선의 고가역이다. 분기기, 절대 신호가 없어 정류장으로 분류된다. 개찰구와 대합실은 2층에 있고, 1개소만 존재한다. 승강장은 3층에 있다. 승강장은 고가화에 대비하여 연장되고 유효 길이는 19m급 차량 6량 편성분(약 120m)에서 8량 편성분(약 160m)이 되었다. 긴키 닛폰 철도 21m급 차량 6량 편성 정차도 가능하다.
구간 특급과 급행의 정차역으로, 토요일과 주말, 공휴일에는 쾌속 급행도 정차한다.

#### 승강장
| 승강장 | 노선   | 방향 | 행선                                         |
| ------ | ------ | ---- | -------------------------------------------- |
| 1      | ■ 본선 | 상행 | 아마가사키・오사카 (우메다)・난바・나라 방면 |
| 2      | ■ 본선 | 하행 | 고베 (산노미야)・아카시・히메지 방면         |

- 우오자키 역, 무코가와 역과 같은 형식의 LED식 안내 표시 장치가 두 플랫폼에 모두 2개소씩 계단 부근에 설치되어 2008년 11월 28일부터 본격적으로 사용을 시작했다. 동시에 자동 방송도 고정 음성에서 상세 방송으로 변경되었다.
- 승강장으로 안내 표시 장치 설치에 맞추어 2층 개찰구 부근에도 오사카 방면, 고베 방면에 각각 정차 열차 2개를 표기하는 LED식 안내 표시 장치가 동시에 설치되었다.

### 한큐 전철
섬식 승강장 1면 2선의 고가역이다. 개찰구는 2층에 있는 한신 선로 쪽에 1개소만 있다. 홈은 3층에 있어 유효 길이는 4량 편성 대응이다.
한신 선과 연결 통로에는 매점이 있었지만 폐점하였다.
한신코쿠도 역과의 역간 거리는 700m 남짓 된다. 이는 한큐 전철에서 가장 짧은 역간 거리의 직선이기 때문에 역이 육안으로 보인다. 역 고가화 시 역간 거리가 단축되면서 고토엔 역까지가 기본 구간(어른 150엔)이 되었고 일부역에서 본 역까지 운임이 인하되었다.

#### 승강장
| 승강장 | 노선        | 행선                                                                        |
| ------ | ----------- | --------------------------------------------------------------------------- |
| 1      | ■ 이마즈 선 | 니시노미야키타구치・오사카・고베・교토・다카라즈카 방면                     |
| 2      | ■ 이마즈 선 | 니시노미야키타구치・오사카・고베・교토・다카라즈카 방면(주로 이곳에서 발착) |

- 통상으로는 2번 선에 발착하지만 첫 차인 5:00발과 이마즈 행 막차(이마즈 역 도착 후에는 회송)는 1번 선을 사용한다.

## 역 주변
파친코점, 술집, 노래방, 러브 호텔 등이 있는 환락가이다. 이전에는 TOHO 시네마즈 니시노미야 OS가 생길 때까지 니시노미야 시내에서 마지막 영화관인 "이마즈 문화"가 있었다. 이 곳은 핑크 영화만 상영하고 있었지만 한신・아와지 대지진 이후 한때는 통상 영화를 상영하고 있었다.
- 라키마 이마즈(한신 이마즈 역 고가시타, 남쪽) - 2008년 3월 13일 개업.
- 니시노미야쓰토 우체국 - 이마즈니시 선변, 한신 이마즈 역 남쪽.
- 조간지
- 쓰토 중앙 공원
- 국도 제43호선

이 밖에, 다소 떨어진 린코 선 연도에는 다수의 로드 사이드 점포가 입점하고 있다.
- 에디온 니시노미야미나미점
- 간사이 슈퍼마켓 마쓰바라점
- 산요 마루나카 니시노미야점(긴키 사업부 병설)
- 코난 니시노미야 이마즈점(구스가와 역에서 접속 가능)
- 조신 전기 니시노미야 이마즈점(구스가와 역에서 접속 가능)
- 유니클로 니시노미야 이마즈점

## 사진

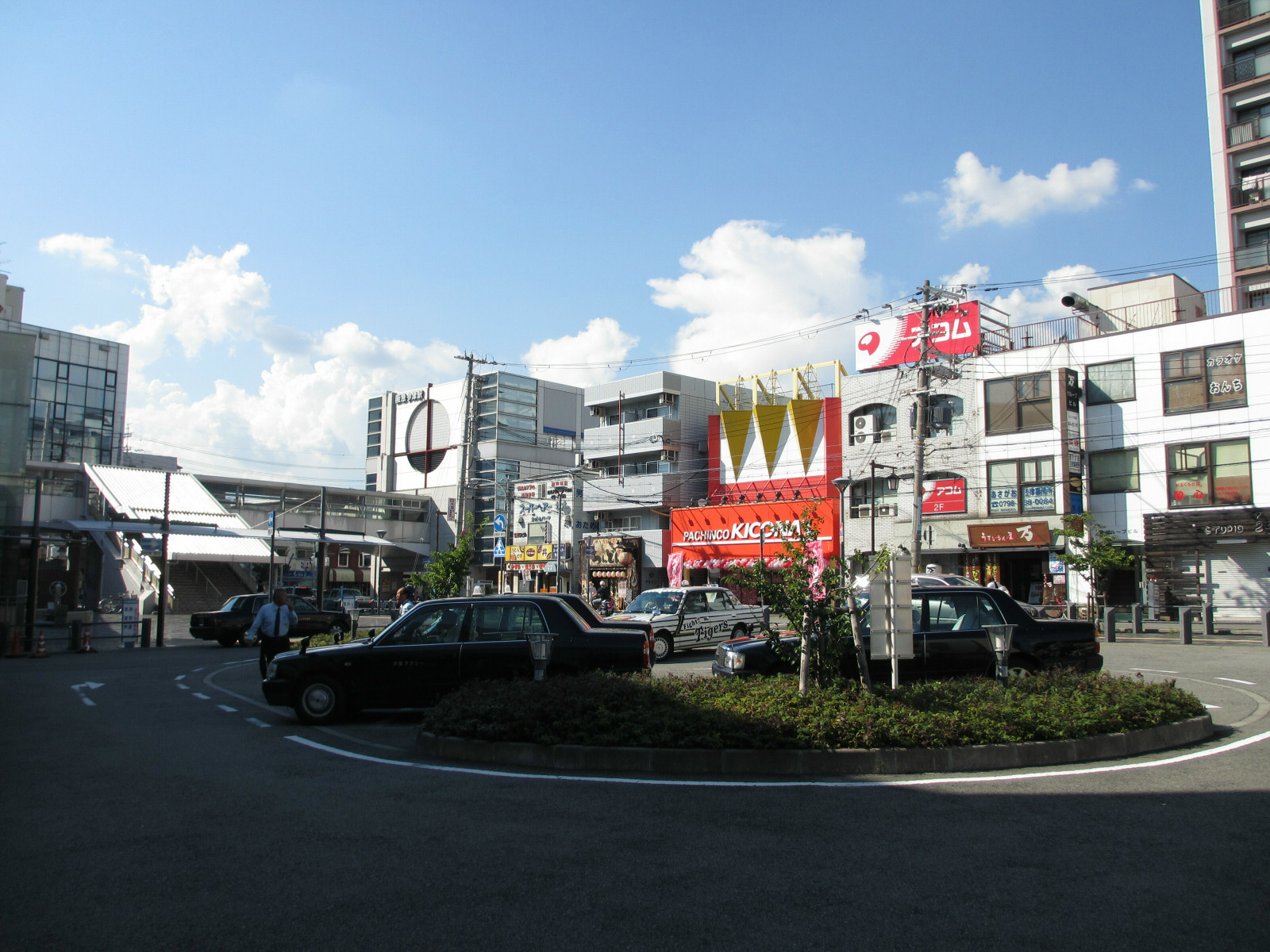
역전 광장
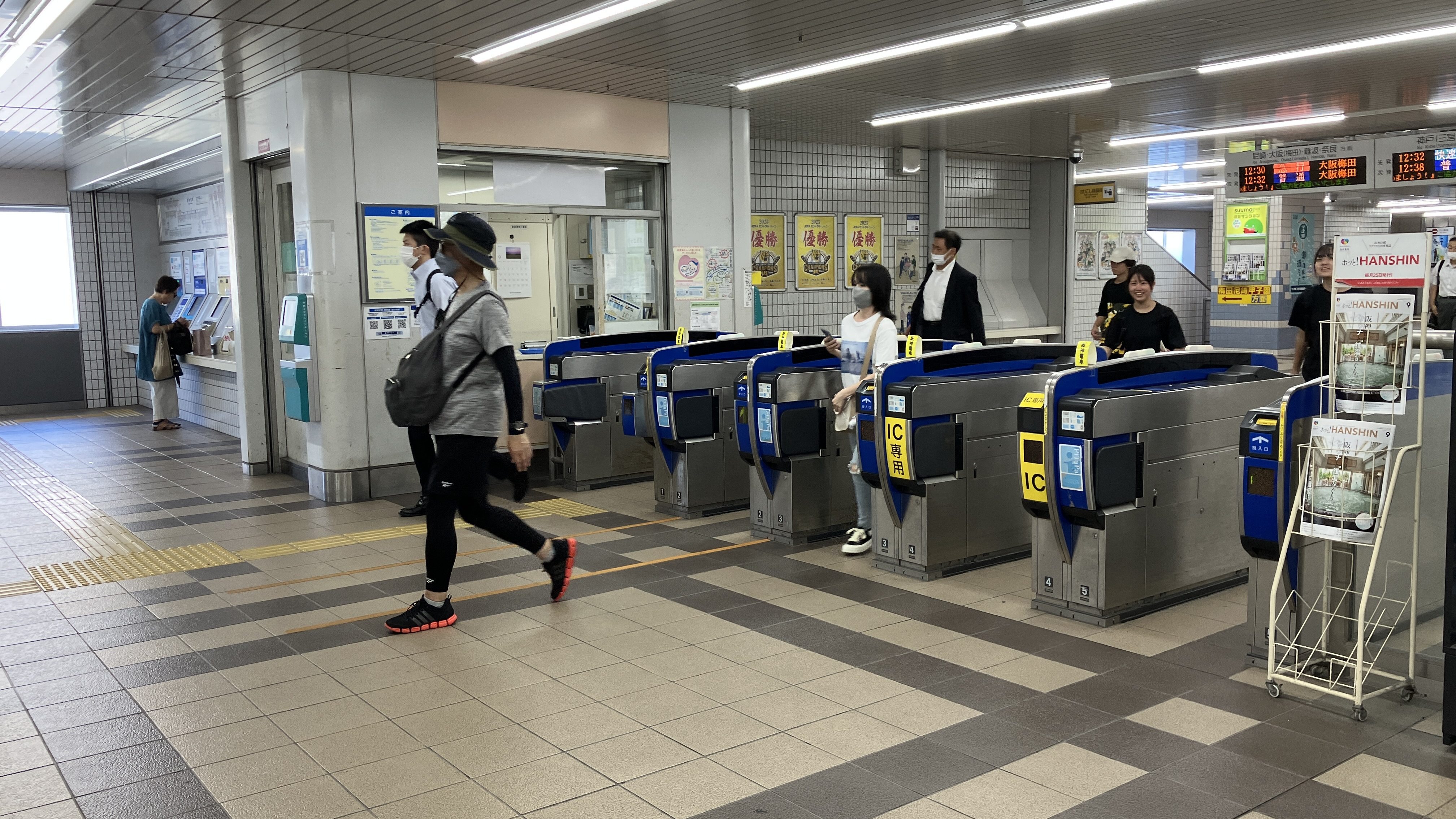
한신 개찰구
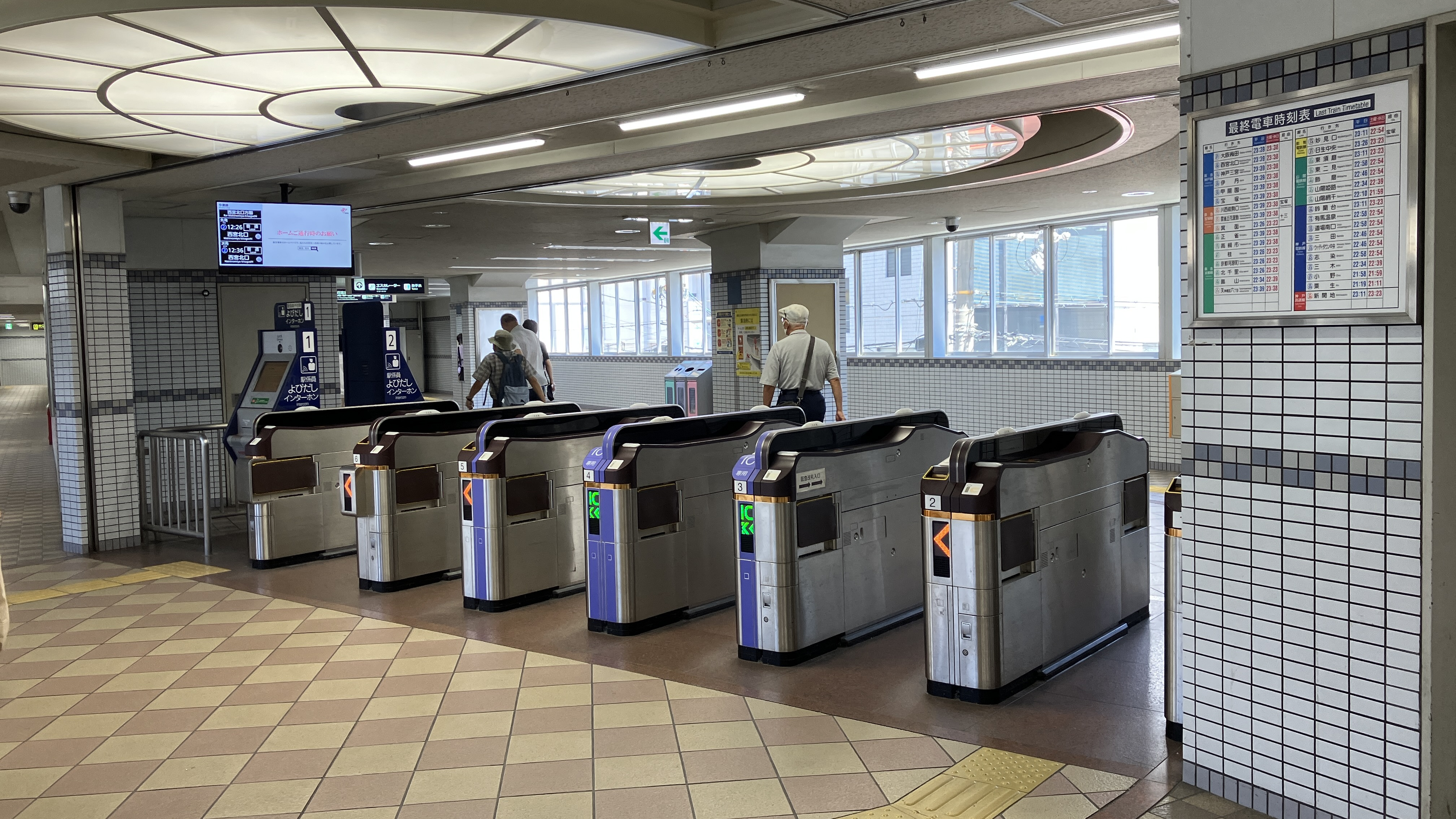
한큐 개찰구
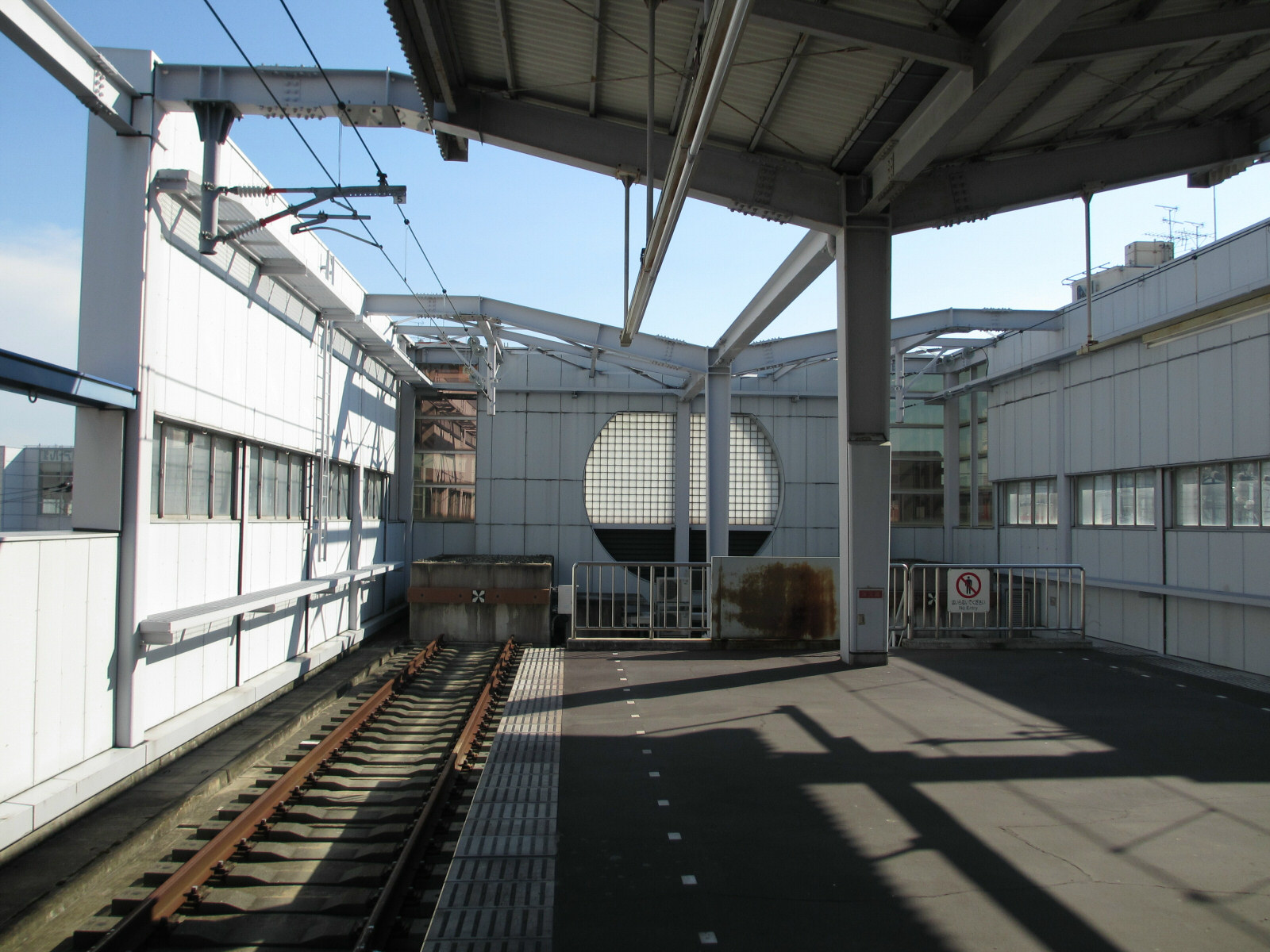
한큐 전철용 차막이
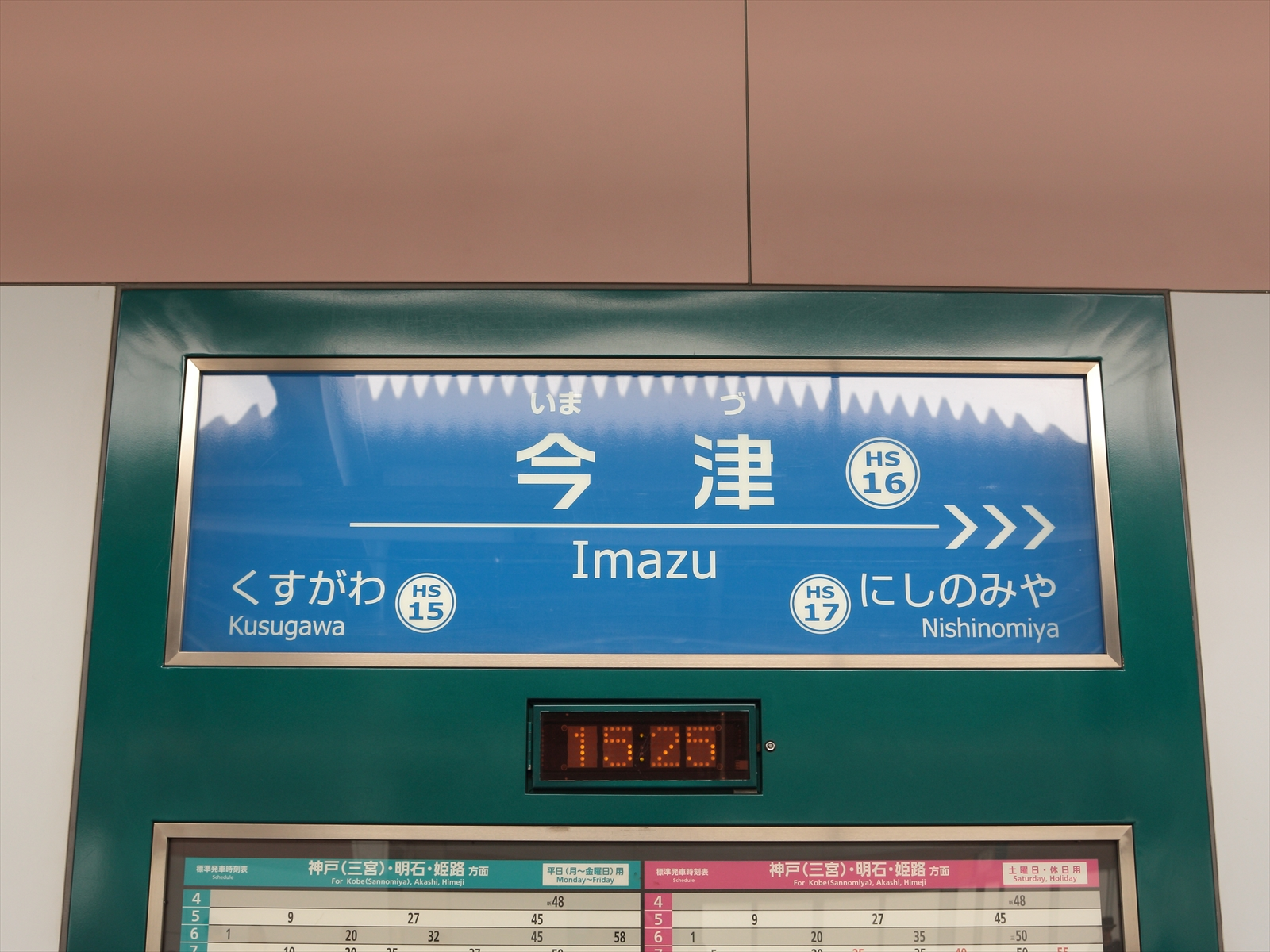
한신 역명판
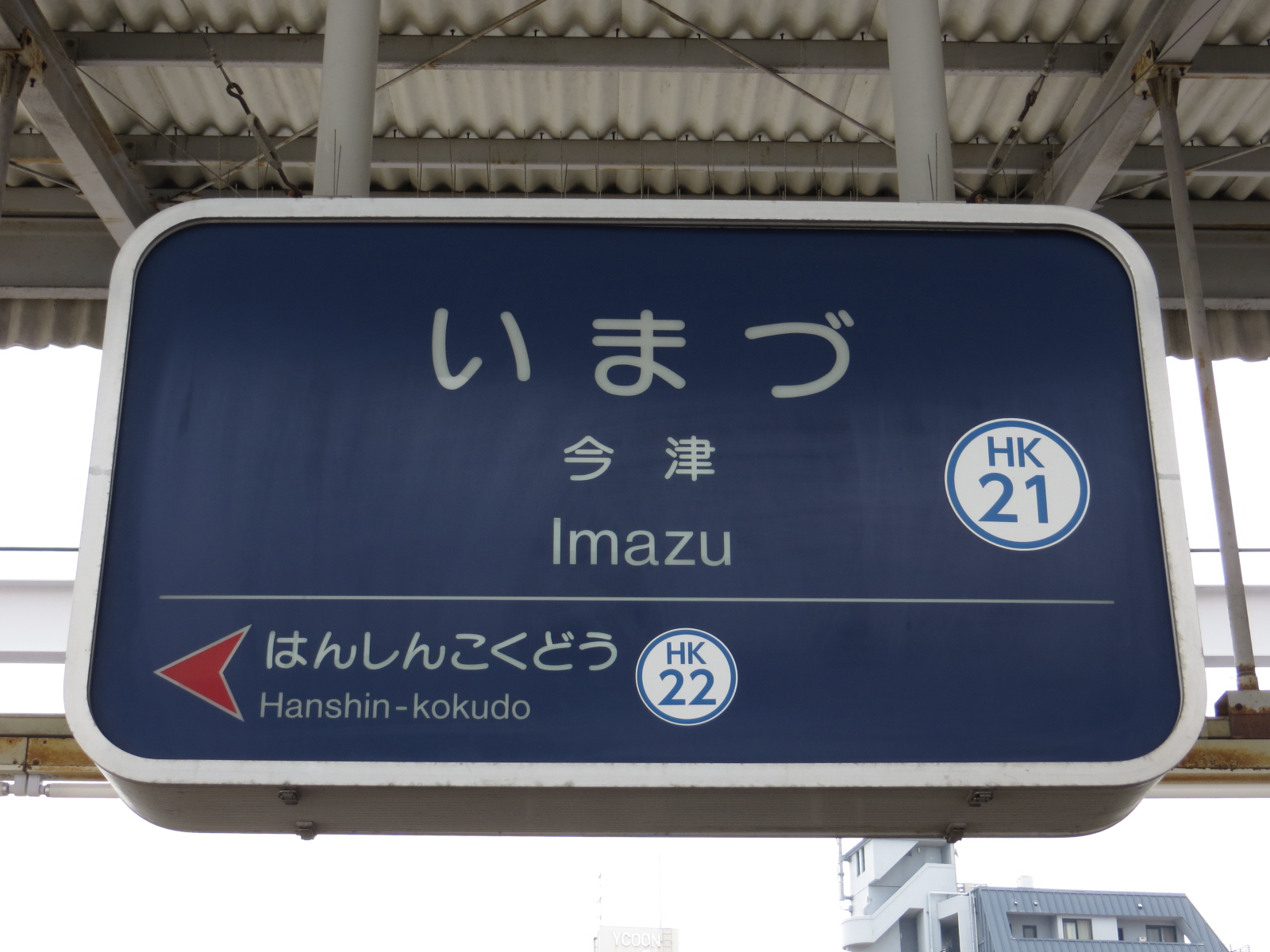
한큐 역명판

## 인접역
| 한신 전기철도 ■ 본선                 | 한신 전기철도 ■ 본선            | 한신 전기철도 ■ 본선                         |
| ------------------------------------ | ------------------------------- | -------------------------------------------- |
| HS 14 고시엔 우메다 방면             | ■ 구간특급                      | 고로엔 HS 18 미카게 방면                     |
| HS 14 고시엔 긴테쓰나라・미카게 방면 | ■ 쾌속급행(주말, 공휴일) ■ 급행 | 니시노미야 HS 17 고베산노미야・신카이치 방면 |
| HS 15 구스가와 우메다 방면           | ■ 보통                          | 니시노미야 HS 17 신카이치 방면               |
| 한큐 전철 ■ 이마즈 선(이마즈(남) 선) |                                 |                                              |
| HK-22 한신코쿠도 다카라즈카 방면     |                                 | 시·종착역                                    |